# Marc Racicot
Marc Racicot [ˈrɑːskoʊ], född 24 juli 1948 i Thompson Falls i Montana, är en amerikansk republikansk politiker. Han var Montanas guvernör 1993–2001 och ordförande för Republican National Committee 2002–2003.
Racicot utexaminerades 1970 från Carroll College och avlade 1973 juristexamen vid University of Montana. Därefter tjänstgjorde han fram till år 1976 som arméofficer i Västtyskland i egenskap av auditör.
Racicot tjänstgjorde som Montanas justitieminister (attorney general) 1989–1993. Därefter efterträdde han Stan Stephens som guvernör och efterträddes 2001 av Judy Martz.
I januari 2002 tillträdde Racicot som RNC-ordförande efter att ha blivit nominerad till posten av president George W. Bush. I juli 2003 avgick han för att fungera som ordförande för återvalskampanjen av Bush och vicepresident Dick Cheney i presidentvalet i USA 2004.